# Marilena Rienzi
Marilena Rienzi (Cava de' Tirreni, 16 ottobre 1964) è un'ex cestista italiana.

## Carriera
Ha giocato in Serie A1 e Coppa Ronchetti con Alcamo, Ferrara e Rescifina Messina, oltre a Palermo, Avellino, Vittuone e Vicenza.